# Cigi Caga Jistebník
La Cigi Caga Jistebník è stata una squadra ceca di calcio a 5 con sede a Jistebník.

## Storia
La società è stata fondata nel 1992 e nella stagione d'esordio ha subito vinto il campionato regionale, ottenendo il diritto di partecipare alla massima serie. Tra il 1993 e il 2011 ha sempre disputato la massima serie nazionale, vincendo due campionati (2001-02 e 2005-06). Nel palmarès della società compaiono inoltre tre Coppe nazionali (1996, 2000 e 2001). L'aggravarsi delle difficoltà finanziarie ha costretto la società a rinunciare, nell'estate del 2011, alla massima serie per ripartire dalla terza divisione. Il campionato 2011-12 è l'ultimo disputato dalla società che, al termine della stagione sportiva, si scioglie.

## Cronistoria
- 1993-1994: 5º posto
- 1994-1995: 4º posto
- 1995-1996: 2º posto
- 1996-1997: 2º posto
- 1997-1998: 3º posto
- 1998-1999: 4º posto
- 1999-2000: 3º posto
- 2000-2001: 3º posto
- 2001-2002: Campione della Repubblica Ceca
- 2002-2003: 7º posto
- 2003-2004: 2º posto
- 2004-2005: 3º posto
- 2005-2006: Campione della Repubblica Ceca
- 2006-2007: 2º posto

## Palmarès
- Campionati della Repubblica Ceca: 2
2001-02, 2005-06
- Coppe della Repubblica Ceca: 3
1996, 2000, 2001